# Felice Avogadro di Quinto
Felice Avogadro di Quinto (Vercelli, 31 agosto 1844 – Roma, 1907) è stato un generale italiano.

## Biografia
Membro di una nobile famiglia piemontese, Felice Avogadro di Quinto iniziò la propria carriera militare come ufficiale d'ordinanza del generale Cialdini, venendo coinvolto nella Terza guerra d'indipendenza italiana, prendendo parte alla maggior parte degli scontri tra il 1866 ed il 1870.
Successivamente divenne aiutante di campo di re Umberto I di Savoia e fu presente a Monza il giorno dell'assassinio del monarca nel 1900. Venne quindi accolto come aiutante di campo del figlio Vittorio Emanuele III. Nel 1897 era stato padrino di Vittorio Emanuele di Savoia-Aosta, conte di Torino, nel corso del suo duello sostenuto col duca Enrico d'Orléans, il quale aveva denigrato il valore degli italiani in battaglia.
Morì a Roma nel 1907.